# Dead Flowers
Dead Flowers är en låt skriven av Mick Jagger och Keith Richards, och lanserad av The Rolling Stones på musikalbumet Sticky Fingers 1971 som nionde och näst sista spår. Låten började spelas in sent 1969, och texten är både mörk och fylld av svart humor. Låten sjungs ur en mans perspektiv vars exflickvän kommit upp sig i samhället och nu umgås med ett finare klientel. Musikaliskt är låten en av gruppens rena countrylåtar, inspirerad av bland andra Gram Parsons som Keith Richards var god vän med.
Jon Landau sågade låten i sin recension 1971 i magasinet Rolling Stone, och ansåg att "blotta tanken på att Stones spelar country är helt enkelt skrämmande" och "låten är ordinär och varken definitiv eller originell" En liveversion av låten finns med på albumet Stripped från 1995. Vid den sista konserten som Rolling Stones höll i Prudential Center i New Jersey den 15 december 2012 i samband med gruppens 50-årsjubileum, blev "Dead Flowers" framröstad av publiken av ett urval låtar som "publikens val" och gruppen framförde den på scen.
Låten har senare spelats in av New Riders of the Purple Sage (albumet New Riders 1976), Townes Van Zandt (albumet Roadsongs 1993), och Jerry Lee Lewis (albumet Mean Old Man 2010).

## Medverkande musiker
- Mick Jagger - sång, akustisk gitarr
- Keith Richards - kompgitarr, stämsång
- Mick Taylor - leadgitarr
- Bill Wyman - bas
- Charlie Watts - trummor
- Ian Stewart - piano